# Forshälla landskommun
Forshälla landskommun var en tidigare kommun i dåvarande  Göteborgs och Bohus län.

## Administrativ historik
När 1862 års kommunalförordningar började gälla inrättades över hela landet cirka 2 400 landskommuner, de flesta bestående av en socken. Därutöver fanns 89 städer och 8 köpingar, som då blev egna kommuner. Denna kommun bildades då i Forshälla socken i Inlands Fräkne härad i Bohuslän.
Forshälla påverkades inte av kommunreformen 1952 utan kvarstod som egen kommun till 1971, då området gick upp i Uddevalla kommun.
Kommunkoden 1952–70 var 1418.
Administrativt tillhörde kommunen från 1918 till 1965 Ljungskile landsfiskalsdistrikt samt före 1946 till Inlands fögderi, därefter till Uddevalla fögderi. Judiciellt hörde kommunen före 1955 till Inlands Fräkne tingslag (till 1928), Inlands norra tingslag (1928-1947) och Inlands tingslag (1948-1955), alla i Inlands domsaga och från 1955 i Orusts, Tjörns och Inlands tingslag i Orusts, Tjörns och Inlands domsaga.

### Kyrklig tillhörighet
I kyrkligt hänseende tillhörde kommunen Forshälla församling.

## Geografi
Forshälla landskommun omfattade den 1 januari 1952 en areal av 119,80 km², varav 116,77 km² land.

### Tätorter i kommunen 1960
I Forshälla landskommun fanns den 1 november 1960 ingen tätort. Tätortsgraden i kommunen var då alltså 0,0 procent.

## Politik

### Mandatfördelning i valen 1938–1966
| 3 | 1 | 9 | 1 | 6 |

| 19 |

| 4 | 9 | 1 | 6 |

| 19 |

| 4 | 4 | 9 | 3 |

| 20 |

| 5 | 8 | 3 | 4 |

| 20 |

| 6 | 7 | 2 | 5 |

| 20 |

| 6 | 7 | 2 | 5 |

| 19 |

| 7 | 6 | 3 | 4 |

| 19 |

| 6 | 7 | 3 | 4 |

| 20 |